# Radii Caisin
Radii Caisin (Hannover, 27 febbraio 2001) è un cestista tedesco.